# ABC座 ジャニーズ伝説2017
『ABC座 ジャニーズ伝説2017』（エービーシーザ ジャニーズデンセツ2017）は、2018年8月29日にポニー・キャニオンから発売のA.B.C-Zの10枚目の舞台・コンサート作品。
本作は2017年に日生劇場にて上演され、「初代ジャニーズ」の歩みをA.B.C-Zが熱演したことで話題を呼んだ舞台「ABC座 ジャニーズ伝説2017」の映像化作品。
なお、グループ結成10周年記念すべき、発売キャンペーン「A.B.C-Z 結成10周年記念スペシャルキャンペーン」も同時実施決定される。5枚目シングル「JOYしたいキモチ」と同時リリースし、CDシングルと映像作品同日発売もグループ初。
Blu-rayとDVD2形態でリリース。

## 収録内容

### 1幕
- プロローグ
- ワシントンハイツ
- ウエスト・サイド物語〜デビュー
- ハリウッド・パレス
- LAのリハーサルスタジオ
- デボーゾンの豪邸
- レコーディング
- 夢の終わり A.B.C-Zが結成10周年を迎えるにあたり

### 2幕
- 1965年12月31日 紅白歌合戦
- 空港
- 日劇ウエスタン・カーニバルのステージ
- 日劇の楽屋
- フォーリーブス物語
- ジャニーズ伝説
- そして、A.B.C-Z